# Silikatmineral
Silikatmineraler er bjergartsdannende mineraler, der udgør omkring 90% af Jordens skorpe. De klassificeres baseret på deres silikatgruppes struktur, som indeholder forskellige forhold mellem silicium og ilt. De udgør den største og vigtigste klasse af bjergartsdannende mineraler.
| Kemi | Spire Denne artikel om kemi er en spire som bør udbygges. Du er velkommen til at hjælpe Wikipedia ved at udvide den. |